# 角 (乐器)

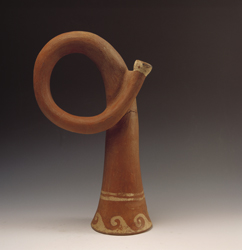
秘鲁的陶角

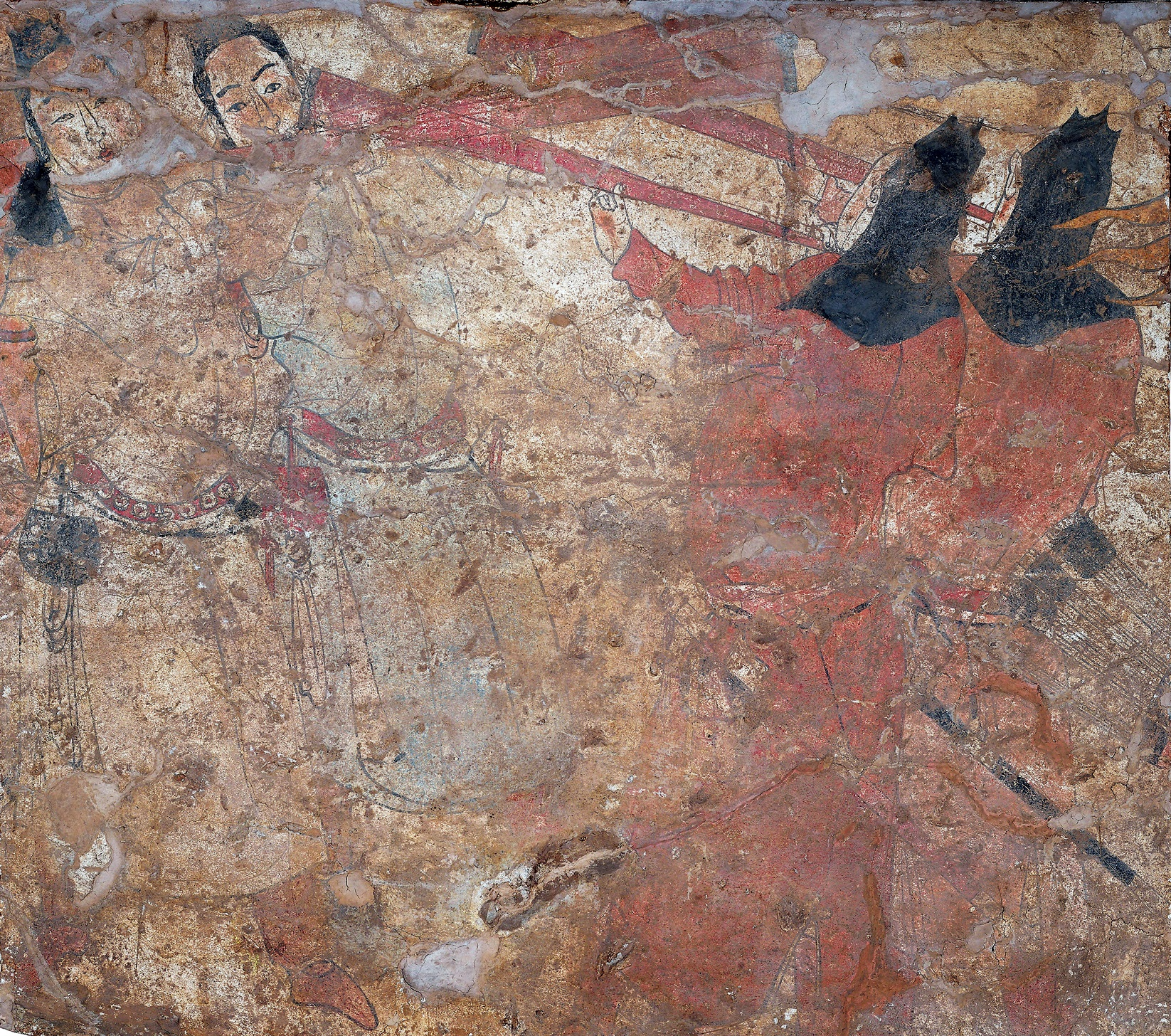
鲜卑人吹奏簸逻迴（婁叡墓墓道壁畫）

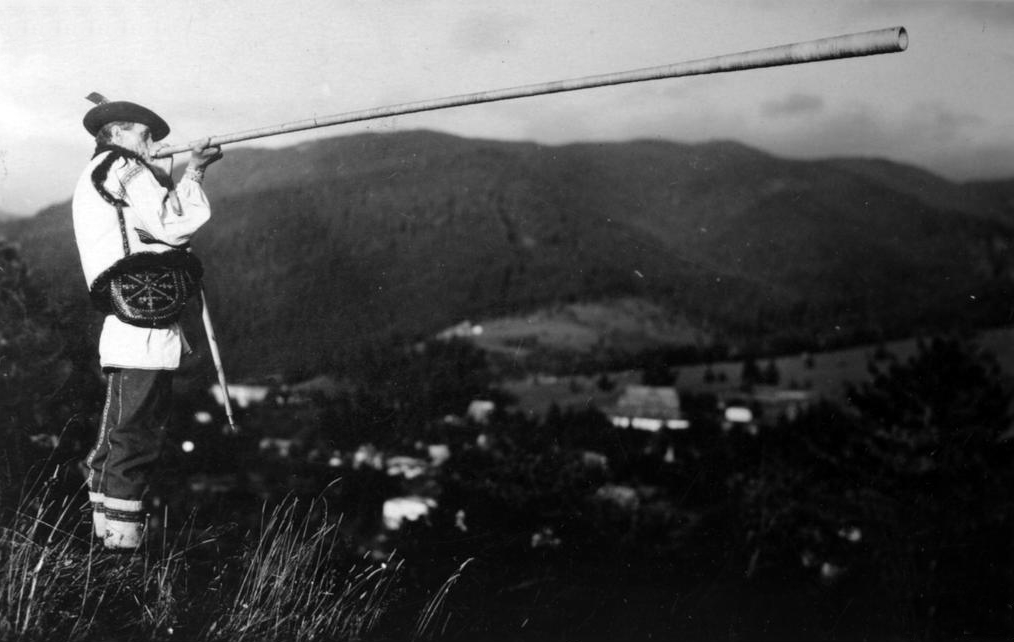
胡楚尔人吹奏喀尔巴阡长号

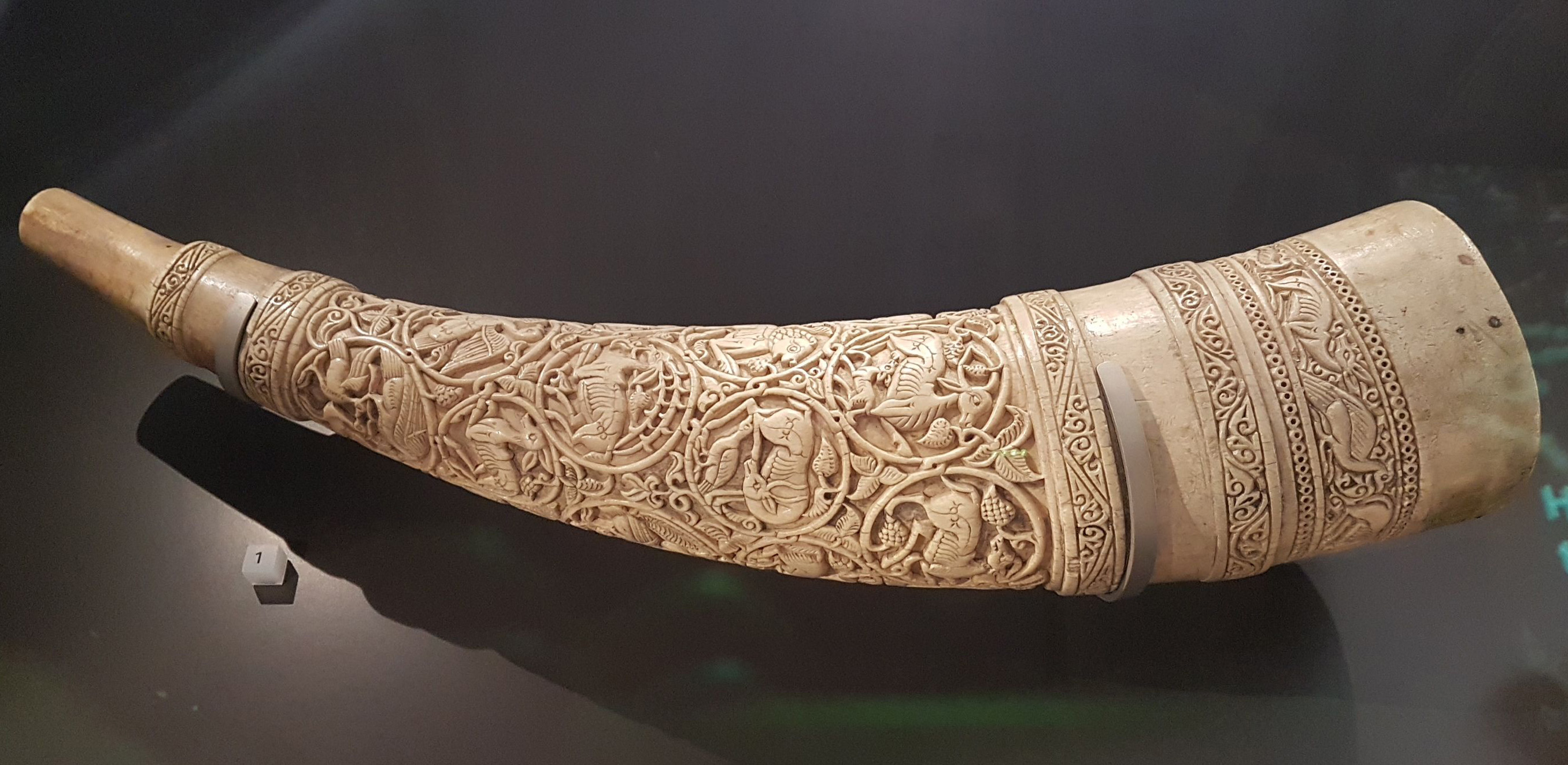
意大利的象牙号

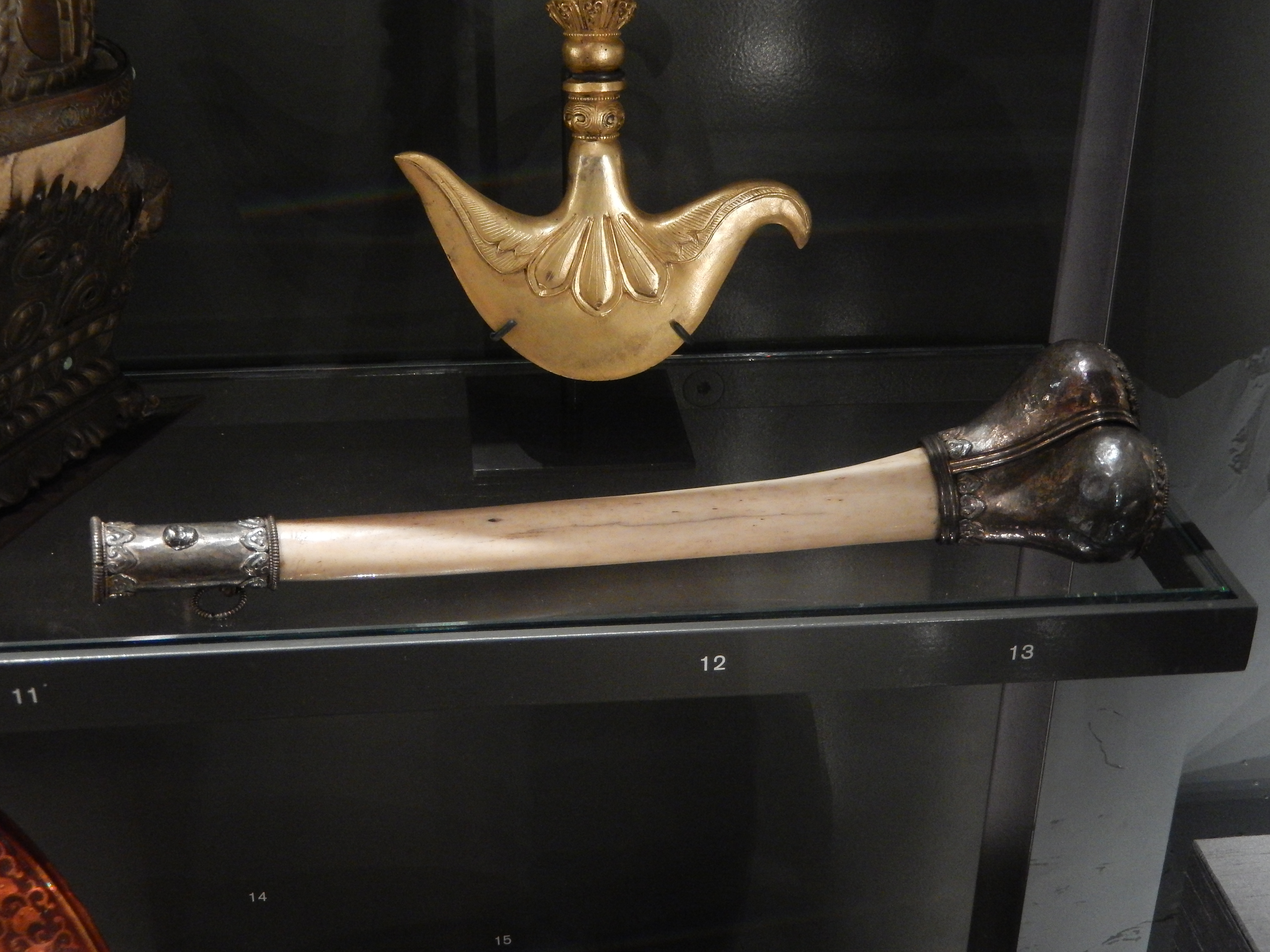
西藏的刚洞

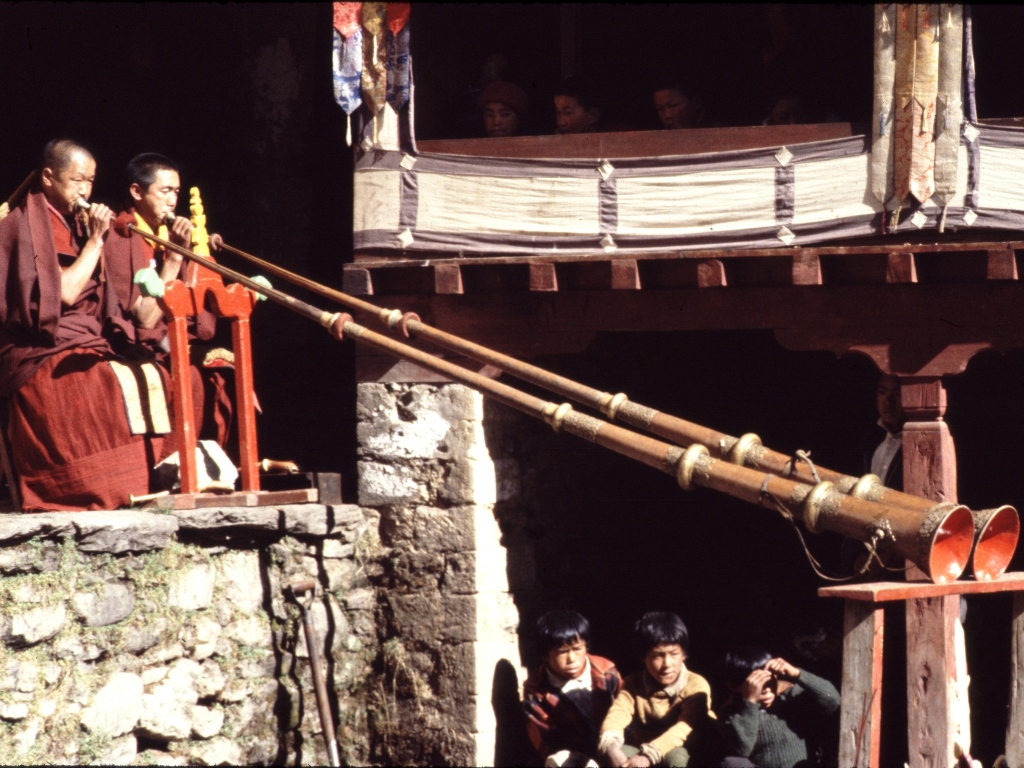
藏族喇嘛吹奏筒钦

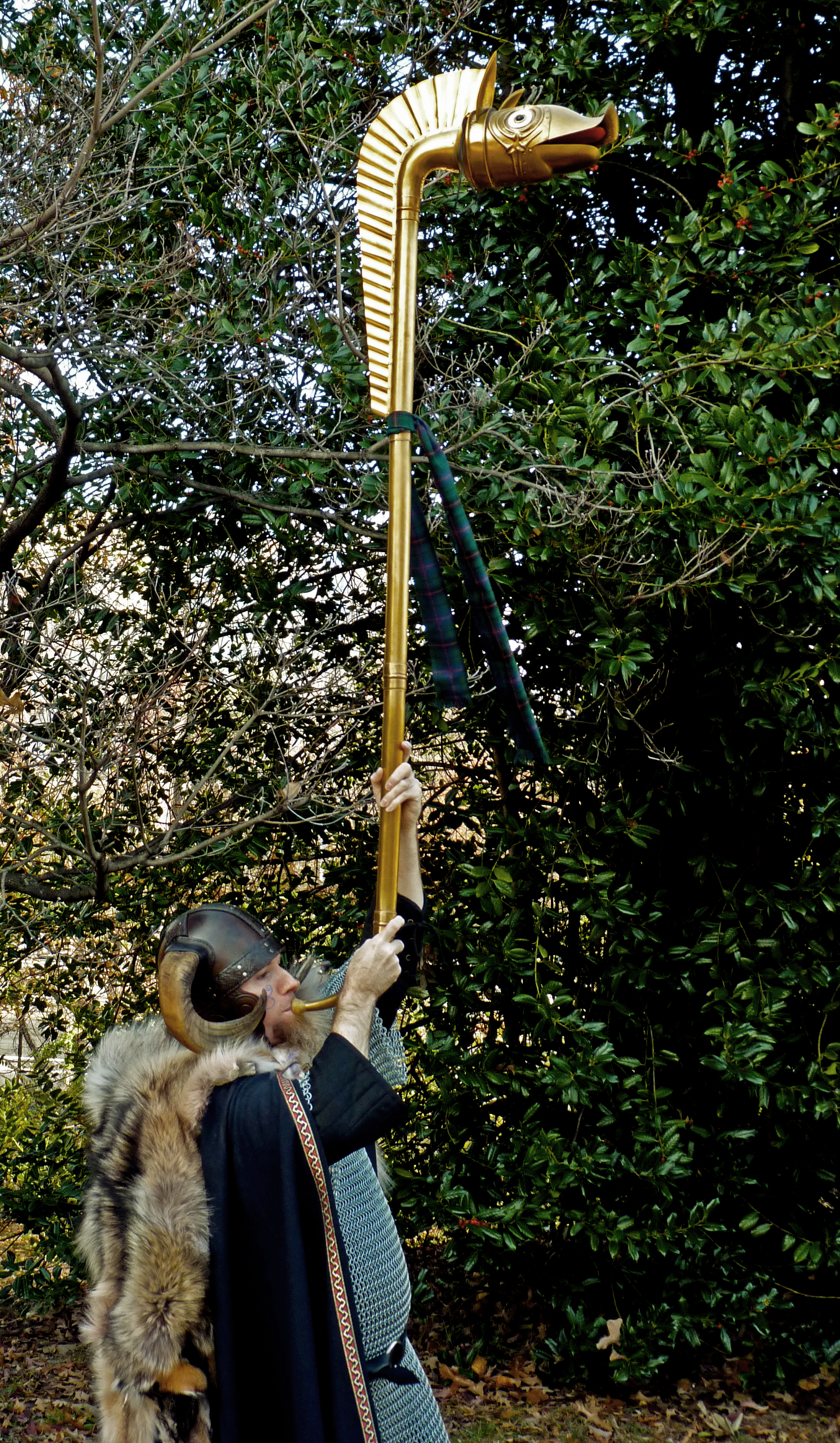
凯尔特人吹奏卡尼克斯号之模拟场景

角是一类用牛科动物的洞角或其他材料制作的洞角形状的自然铜管乐器，也叫号角、吹角。非洞角制作的角也叫号筒、喇叭。英语通常将管体大部分呈细柱状的角称为，若管体大部分呈逐渐扩大的锥状则称为，但二者并非泾渭分明，因此时常混称。
角类乐器音调较为单一，因此通常只是在军事战争、农牧渔猎、宗教仪式、庆典仪仗等活动中用来传递信号。虽然角类乐器形式简单、用途局限，但现今各种复杂的西洋铜管乐器正是从欧洲早期的角类乐器逐渐发展而来。

## 洞角制角
最原始的角是用洞角制作的。大多数在角尖开口吹奏，如犹太人的肖法号角。有些在角尖插管吹奏，如大查科的埃尔克号。有些在洞角侧面开口吹奏，如加纳与牙买加的阿嘣。
并非所有用洞角制作的乐器都属于角类乐器，比如东南亚的横牛角、大查科的埃尔肯角、欧洲的角埙、中国古代某些形制的胡笳、景颇族的洞巴以及世界各地的号角单簧管属于木管乐器，藏族的牛角胡属于弦乐器。

## 其它动物制角
中世纪的欧洲用象牙制成象牙号。
螺号是用海螺的外壳做成的号角。
藏族的刚洞原材料为人的胫骨或股骨，但现在的刚洞主要是用金属做成腿骨的形状。

## 植物制角
竹木是中国古代制角的主要材料之一。古书记载的大角（鲜卑人称簸逻迴、拨逻迴）、画角等多以竹木制。玛雅人可能会用号角树的空心木材制作号筒。大兴安岭少数民族的鹿笛、北欧的桦皮号、阿尔卑斯长号、喀尔巴阡长号、罗马尼亚长号、澳大利亚原住民的迪吉里杜管也都是木制。
中国南方民间会将博落回的老茎当做簸逻迴吹奏，这种植物也因此得名。
非洲、拉美某些地区将葫芦制成号筒，如贝尔塔人的瓦扎、布索加的比格瓦拉、玛雅人的葫芦号角。

## 陶土制角
洞角主要成分是角蛋白，因此容易腐朽。中国考古挖掘的早期角类乐器以陶角为主。大汶口文化、仰韶文化、龙山文化遗址都发现了陶角。其他国家和地区也有各种陶角。

## 金属制角
金属制作的角以铜角（也叫吹金）为主，如哨角、藏传佛教的筒钦、凯尔特人的卡尼克斯号、北欧的路尔号、古希腊的萨尔宾克斯号、古罗马的各种号角（利图斯号、图巴号等）、其中一只圖坦哈蒙的號角。
除了铜角，还有相对少见的银角，如藏银筒钦、另外一只图坦哈蒙的号角。

## 塑料制角
现代的某些号筒也用塑料制作，如呜呜祖拉。